# Pomnik Mauzoleum w Pęcicach
Pomnik Mauzoleum w Pęcicach – miejsce upamiętniające bój pod Pęcicami stoczony 2 sierpnia 1944 roku. Pomnik Mauzoleum to grobowiec 88 poległych powstańców warszawskich podczas starcia z Niemcami na terenie parku przed dworem w Pęcicach. Lista 67 poległych i zidentyfikowanych została wyryta na tablicach nagrobnych. Pomnik powstał z inicjatywy rodzin oraz towarzyszy broni poległych i pomordowanych w Pęcicach powstańców zrzeszonych w komitecie rodzicielskim, którego członkami byli między innymi Wacław Kornatowski, Eugeniusz Arendarczyk, Bronisław Bednarek, Jan Chrzanowski i Wanda Ryglowa. 
W kwietniu 1945 roku w miejscu egzekucji w parku pałacowym w Pęcicach przeprowadzono ekshumację, w wyniku której ujawniono ciała 91 powstańców (ciała 3 poległych zostały przeniesione do grobów rodzinnych). W ekshumacjach brali udział między innymi dr Mieczysław Kosiński, Anna Pawelec ps. Aldona i kpt. Jan Sadowski ps. Suzin. Mogiła upamiętniająca poległych i pomordowanych żołnierzy powstała dzięki funduszom pozyskanym ze zbiórek i dotacjom przekazanym przez płk. Jana Mazurkiewicza ps. Radosław. 3 sierpnia 1947 roku nastąpiło uroczyste odsłonięcie ukończonego pomnika.
W akcie erekcyjnym pomnika zawarto słowa: 
Ku wiecznej chwale poległych Powstańców Warszawskich, żołnierzy Armii Krajowej, harcerzy z organizacji "Szare Szeregi" z Warszawy i okolic, ku wiecznej pamięci przyszłych pokoleń Narodu Polskiego, w miejscu, które jest grobem, a jednocześnie jednym z wielu miejsc kaźni, został wzniesiony ze składek rodziców i społeczeństwa ten pomnik.
W centralnej części grobowca znajduje się krzyż, a nad nim orzeł z rozpostartymi skrzydłami. Co ciekawe, nawet w czasach stalinizmu nie została zdjęta korona jagiellońska z głowy orła.
Wśród wszystkich miejsc pamięci, to wyróżnia się tym, że powstańcy spoczywają dokładnie na tym obszarze, na którym polegli. 
Od wielu lat mogiła pęcicka, jak i teren wokół niej, zawdzięczają swój godny wygląd staraniom włodarzy Gminy Michałowice.